# Glyphotriclis impulinatus
Glyphotriclis impulinatus är en tvåvingeart som beskrevs av H. Oldroyd 1958. Glyphotriclis impulinatus ingår i släktet Glyphotriclis och familjen rovflugor. Inga underarter finns listade i Catalogue of Life.